# Brand (Vorarlberg)
 For alternative betydninger, se Brand (flertydig). (Se også artikler, som begynder med Brand)
Brand er en kommune i Østrig i delstaten Vorarlberg Bludenz med omkring 700 indbyggere (per Januar 2017).

## Geografi
Brand ligger i Brandnertal, som tilhører den østrigske del af alperegionen Rätikon, på 1.037 meter over havets overflade ved floden Alvier. 28,7 procent af arealet er skov, mens 20,6 procent af arealet er alpint.

## Historie
I det 14. århundrede flyttede tolv Walserfamilier til det højtbeliggende område, som hidtil var brugt til landbrug i sommermånederne (se Maiensäss) med udgangspunkt i Nenzing.
I 1347 blev byen første gang nævnt i offentlige dokumenter. Oprindeligt var Brand tilknyttet Bürs kommune og skulle betale et pagtgebyr en gang om året. Et separat sogn eksisterede dog ikke før 1727, som dengang havde et indbyggertal på omkring 200 mennesker.
Habsburgerne regerede på skift fra Tyrol og fra Freiburg im Breisgau. Fra 1805 til 1814 var landsbyen en del af Bayern, hvorefter den faldt tilbage under Østrig-Ungarn.
Siden midten af det 19. århundrede. har der være en stigende grad af turisme. Fra 1951 og frem blev der anlagt diverse svævebaner og skilifte - senest i 2010, hvor Palüdbahn blev bygget som en gondolbane som erstatning for den gamle stolelift.

## Politik
Kommunalbestyrelsen består af 12 medlemmer, som efter valget i 2015 kom til at bestå af 7 fra Freie Wählerliste Brand, 3 fra lokallisten "Einfach Brandner" ("almindelige mennesker fra Brand") og 2 fra listen "Mitanand für Brand" ("sammen for Brand"). Borgmester Michael Domig er fra Freie Wählerliste Brand. Han blev valgt ved direkte valg i 2015 med 83,37 procent af stemmerne, som eneste kandidat til embedet.

## Økonomi og infrastruktur
Der er registreret 27 virksomheder med 291 ansatte og 24 lærlinge i år 2003. Der var 388 lønmodtagere.

### Turisme
Turisme og turisme er vigtige. I turismeåret 2001/2002 var der i alt 212.248 overnatninger. Byens skioturisme fik betydelig gavn af en fusion med skiområdet i nabokommunen Bürserberg.
Om sommeren er især Lünersee i 1900 m højde et besøg værd, som kan nås med en to timers rask vandretur eller med Lünerseebahn.
Der har også eksisteret træningsfaciliteter til skihop, men de står desværre forfalden hen.

#### Kultur og seværdigheder
- Kirken Mariä Himmelfahrt med kirkegård

47°06′14″N 9°44′16″Ø / 47.1038889°N 9.7377778°Ø